# Übergangszeit (Verkehrstechnik)
Als Übergangszeiten werden in der Verkehrstechnik die Zeitspannen zwischen den Grün- und den Rotzeiten einer Lichtsignalanlage bezeichnet. Übergangszeiten werden in Gelbzeit und Rotgelbzeit untergliedert.

## Gelbzeit
Die Gelbzeit bezeichnet die Zeitspanne zwischen dem Ende der Freigabezeit (Grünzeit) und dem Beginn der Sperrzeit (Rotzeit). Die Gelbzeit tG wird dem Verkehrsteilnehmer üblicherweise durch ein gelbes Signal (Übergangssignal) angezeigt. Je höher die Geschwindigkeit der Verkehrsströme an den Knotenpunktszufahrten, desto länger ist die Übergangszeit. 
Folgende Werte sind in den Richtlinien für Lichtsignalanlagen vorgegeben:
- Übergangszeit 3 s bei 50 km/h
- Übergangszeit 4 s bei 60 km/h
- Übergangszeit 5 s bei 70 km/h

## Rotgelbzeit
Die Rotgelbzeit bezeichnet die Zeitspanne zwischen dem Ende der Sperrzeit (Rotzeit) und dem Beginn der Freigabezeit (Grünzeit). Die Rotgelbzeit tRG beträgt 1 Sekunde.